# Castanopsis echinocarpa
Castanopsis echinocarpa är en bokväxtart som beskrevs av Friedrich Anton Wilhelm Miquel. Castanopsis echinocarpa ingår i släktet Castanopsis och familjen bokväxter. Inga underarter finns listade.